# ورزشگاه الد ترافورد
الد ترافورد (به انگلیسی: Old Trafford) ورزشگاهی در انگلستان است که ورزشگاه خانگی باشگاه فوتبال منچستر یونایتد محسوب می‌شود. این ورزشگاه با ۷۴٬۳۱۰ نفر ظرفیت دهمین ورزشگاه بزرگ اروپا محسوب میشود.
جایگاه تماشاگران در این ورزشگاه که در قسمت شمالی واقع شده، بزرگ‌ترین سقف بی ستون را در سراسر اروپا از آن خود کرده‌است. علاوه بر این جایگاه محلهای زیبایی چون موزه یونایتد، رستوران رد کافی، اتاق ویژه جام‌ها و قسمت اداری در این قسمت واقع شده و شکل بسیار مناسبی به آن داده‌است. قسمت جنوبی این ورزشگاه نیز بسیار توسعه یافته و چشم‌ها را به خود خیره می‌کند. در قسمت شرقی فروشگاه بسیار بزرگی واقع شده و در قسمت غربی نیز که بیشتر به استرتفورداند معروف است در سال‌های اخیر تغییرات وسیعی داده شده و با ردیف‌هایی اضافه شده که آن را ممتاز کرده‌است.
ورزشگاه الدترافورد بیش از یک قرن عمر دارد. پیش از آن تیم منچستر ورزشگاهی کوچک و قدیمی داشت و الدترافورد به عنوان خانهٔ جدید باشگاه در غرب شهر منچستر بنا شد. الدترافورد در آن دوران با هزینه‌ای معادل ۶۰ هزار پوند ساخته شد که در زمان خود رقمی سرسام‌آور بود. آرچیبالد لیچ، مهندس معروف اسکاتلندی طراح این ورزشگاه بود. او ورزشگاه‌های معروف وایت هارت لین در شمال شهر لندن و همدن پارک در شهر گلاسگو را نیز طراحی کرده‌است. الدترافورد در سال‌های ۱۹۱۱ و ۱۹۱۵ فینال جام حذفی انگلیس را برگزار کرد و در سال ۱۹۲۰ پذیرای بیشترین تماشاگر در بازی منچستر یونایتد مقابل آستون ویلا بود.
در جنگ جهانی دوم اُلدترافورد در بمباران نیروی هوایی آلمان به شدت آسیب دید و تیم منچستریونایتد از ۱۹۴۶ تا ۱۹۴۹ بازی‌های خود را در ورزشگاه ماین رود متعلق به باشگاه منچستر سیتی برگزار می‌کرد. برای جام جهانی ۱۹۶۶ ورزشگاه الدترافورد بازسازی شد و بازی مجدد فینال جام حذفی سال ۱۹۷۰ بین چلسی و لیدز در این ورزشگاه برگزار گردید.
الدترافورد اولین ورزشگاه انگلیس در دهه ۱۹۷۰ به حساب می‌آید که در آن حصار نصب کردند تا تماشاگران متعصب خشمگین نتوانند به زمین مسابقه حمله کنند.

## توسعه جایگاه‌ها تا دهه ۸۰
دردهه‌های ۶۰ و ۷۰ و ۸۰ بیش از ۵۸ هزار نفر می‌توانستند در ورزشگاه قرار بگیرند و به تماشای مسابقه بپردازند. اما با نصب کامل صندلی در آن ظرفیت واقعی ورزشگاه به ۴۴هزار نفر کاهش پیدا کرد که برای باشگاهی چون منچستریونایتد کم بود. از اوایل دهه ۹۰ مدیران باشگاه به فکر افزایش حجم ورزشگاه افتادند. براساس طرحی تازه ۲۶ هزار صندلی جدید ظرفیت ورزشگاه را افزایش می‌داد. ابتدا گنجایش ورزشگاه را به ۵۶ هزار نفر افزایش دادند و پس از آن جایگاه شمالی‌اش را تا ارتفاع ۶۶ متری بالا بردند که تا آنجا نیز گسترش یابد. هزینه‌ای معادل ۱۹میلیون پوند برای افزایش ظرفیت ورزشگاه مصرف شد.

## ورودی جدید به زمین
جایگاه جنوبی الدترافورد جایگاه اصلی آن محسوب می‌شود که نیمکت مربیان جلویش قرار گرفته و مدیران - اتاقکهای پلیس - رستورانهای لوکس و صندلی‌های مسوولان اجرایی در آن واقع شده‌است.
شیب این جایگاه اندکی کمتر از جایگاه‌های دیگر است. ۲۰ ردیف اول صندلی‌های ورزشگاه در هر چهار سمت آن پایین‌تر از سطح خیابان‌های اطراف الدترافورد هستند.
جایگاه جنوبی کمتر از تلویزیون دیده می‌شود، چون دوربینها در آن تعبیه شده‌اند و جایگاه‌های دیگر را نشان می‌دهند. راهروی ورودی بازیکنان به زمین از وسط جایگاه جنوبی می‌گذرد. راهروی قدیمی که از گوشه جنوب غربی زمین می‌گذشته هنوز حفظ شده و برای مناسبتهای ویژه و تورهای دیدار از ورزشگاه باز می‌شود.
جایگاه شرقی ورزشگاه به جایگاه «ساعت» معروف است زیرا در گذشته یک ساعت عظیم بالای آن قرار داده بودند که وقت مسابقه را نشان می‌داد. اما امروزه ۲ساعت الکترونیکی و ثبت نتایج بزرگ در دو گوشه شمالی قرار گرفته‌است. تماشاگران تیم مهمان و افراد معلول عمدتاً در این جایگاه مستقر می‌شوند.

## توسعه جایگاه‌ها تا سال ۲۰۰۰
کار گسترش الدترافورد اواخر دهه ۹۰ دوباره شروع شد و در ژانویه سال ۲۰۰۰ گنجایش ورزشگاه به ۶۱ هزار صندلی افزایش یافت. بیرون ورزشگاه نمایی شیشه‌ای دارد که به ساختمان‌های اداری مدرن بی شباهت نیست. در این قسمت مجسمه «سرمت بازبی» مربی فقید تیم فاتح جام باشگاه‌های اروپا در سال ۱۹۶۸ و پلاک‌های یادبود بازیکنان تیم که در سانحه هوایی جان خود را از دست دادند به چشم می‌خورد. جایگاه غربی ورزشگاه همواره به هواداران سرسخت منچستر یونایتد اختصاص داشته که حداکثر ۲۰ هزار نفر در آن قرار می‌گیرند.
کار گسترش جایگاه‌های ورزشگاه در سال۲۰۰۰ به پایان رسید و تعداد صندلیها به ۶۸۲۱۷ رسید. از نکته‌های جالب دربارهٔ این ورزشگاه یکی این است که جایگاه خانوادگی هم دارد که درون جایگاه بزرگ غربی است.

## الدترافورد ۹۰ هزار نفری
برنامه توسعه ورزشگاه الدترافورد هنوز به پایان نرسیده‌است. مهندسان طرحی را پیشنهاد داده‌اند که براساس آن گنجایش الدترافورد به ۹۰هزار صندلی افزایش خواهد یافت. برای اجرای طرح جدید جایگاه جنوبی باید مرتفع شود و ۴ گوشه ورزشگاه نیز ارتفاع بگیرد تا صندلی‌های بیشتری در آن نصب کنند. اما برای توسعه ورزشگاه باشگاه باید حداقل ۵۰ ساختمان بزرگ اطراف آن را خریداری و تخریب کرد که نیاز به سرمایهٔ زیادی دارد. در هر حال مدیریت این باشگاه اعلام کرده‌است که مصمم به انجام این کار است.
آخرین دیدار مهم اروپایی که الدترافورد آن را میزبانی‌کرد، بازی بین دو تیم ایتالیایی آ.ث میلان و یوونتوس در جریان فینال لیگ قهرمانان اروپا ۲۰۰۳ بود که این بازی با برد میلان به پایان رسید.